# Câmara dos Deputados da Romênia
A Câmara dos Deputados (em romeno: Câmara Deputaţilor) é a câmara baixa do parlamento bicameral da Romênia. Seus 412 assentos são ocupados por deputados eleitos por voto popular pelo sistema de representação proporcional mista. A organização de cada minoria nacional também tem direito a um assento na Câmara (limitado a apenas uma organização por minoria).

## Liderança e estrutura

### Mesa permanente
A Mesa Permanente (Biroul Permanente) é o órgão eleito pelos deputados para reger a Câmara. Composta por um presidente, quatro vice-presidentes, quatro secretários e quatro questores, a mesa é sempre encabeçada pelo presidente da Câmara, que é eleito a cada legislatura (geralmente a cada quatro anos), assim como os demais membros que a compõe.

### Comissões
Atualmente, a Câmara dos Deputados conta com 22 comissões permanentes.

### Composição partidária
| Partido | Partido                                                 | Ideologia                                       | Espectro                | Deputados | Status            |
| ------- | ------------------------------------------------------- | ----------------------------------------------- | ----------------------- | --------- | ----------------- |
|         | Partido Social-Democrata                                | Social-democracia                               | Centro-esquerda         | 110 / 330 | Oposição          |
|         | Partido Nacional Liberal                                | Conservadorismo liberal                         | Centro-direita          | 93 / 330  | Governo           |
|         | Aliança 2020 USR - PLUS - União Salvar a Roménia - PLUS | Liberalismo                                     | Centro                  | 55 / 330  | Governo           |
|         | Aliança pela Unidade dos Romenos                        | Nacionalismo                                    | Direita/Extrema-direita | 32 / 330  | Oposição          |
|         | União Democrática dos Húngaros                          | Interesses da minoria húngara Democracia cristã | Centro-direita          | 21 / 330  | Governo           |
|         | Partidos das Minorias Étnicas                           | Interesses das minorias                         | Pega-tudo               | 18 / 330  | Apoio parlamentar |